# Militärflugplatz Vibo Valentia

i7
i11
i13
Der Militärflugplatz Vibo Valentia liegt in der süditalienischen Region Kalabrien, rund sechs Kilometer südwestlich von Vibo Valentia. Der Flugplatz wurde 1940 eröffnet und diente im Zweiten Weltkrieg meist als Zwischenstation für Flüge zwischen dem italienischen Festland, Sizilien und Nordafrika sowie zu Instandhaltungs- und Ausbildungszwecken. Im Juli 1943 wurde er von alliierten Bombern weitgehend zerstört und dann aufgegeben. In der Nachkriegszeit übernahmen ihn die Carabinieri, die das Flugfeld zum Teil mit Kasernenanlagen überbauten und den Rest zu einem größeren Hubschrauberlandeplatz umfunktionierten.
Im Jahr 1991 stellten die Carabinieri auf dem Flugplatz eine luftbewegliche Jägereinheit auf (Squadrone carabinieri eliportato cacciatori “Calabria”), die in den unwegsamen Berggebieten Kalabriens gegen die ’Ndrangheta eingesetzt wird. Auf dem ehemaligen Flugplatz ist seit 2017 auch das 14. Carabinieri-Bataillon Calabria stationiert.